# Можда спава (ТВ кратки филм)
„Можда спава” је југословенски кратки ТВ филм из 1968. године. Режирао га је Слободан Радовић а сценарио је написао Радослав Војводић.

## Улоге
| Глумац            | Улога |
| ----------------- | ----- |
| Душан Голумбовски |       |
| Љуба Ковачевић    |       |
| Петар Краљ        |       |
| Станислава Пешић  |       |
| Зоран Ристановић  |       |
| Милош Жутић       |       |